# Revenant (jeu vidéo)
Pour les articles homonymes, voir Revenant.
Revenant est un jeu vidéo de rôle / aventure développé par Cinematix Studios et édité par Eidos Interactive en 1999.

## Synopsis
Dans ce jeu, le joueur incarne Lock, un être mort. C'est un guerrier courageux, téméraire et habile à l'arme blanche. Il est envoyé en enfer et ne se souvient plus de rien concernant sa vie antérieure. Sardok le ramène à la vie dans le but de sauver le royaume d'Ahkuilon.